# Lealand Bluff
Das Lealand Bluff ist ein hohes und abgerundetes Kliff an der Küste des ostantarktischen Kemplands. Es liegt am Ufer des südwestlichen Teils der William Scoresby Bay und gehört zu den Stillwell Hills.
Wissenschaftler der britischen Discovery Investigations benannten es 1936 im Zuge in diesem Gebiet durchgeführter Vermessungen. Der weitere Benennungshintergrund ist nicht überliefert.